# 인천가현초등학교
인천가현초등학교는 대한민국 인천광역시 서구에 있는 공립 초등학교이다.

## 학교 연혁
- 1997.06.18 인천가현초등학교 설립 인가
- 2000.09.01 인천가현초등학교 개교(1~5학년 30학급 편성)
- 2000.09.01 초대 이상만 교장 취임
- 2002.02.16 제1회 졸업식(260명)
- 2003.12.18 학교평가 최우수교 선정
- 2006.12.14 학교평가 우수학교 선정
- 2009.06.08 전자교실 개관
- 2009.12.10 학교평가 우수학교 선정
- 2011.03.01 디지털교과서 연구학교 지정 운영
- 2011.09.01 제4대 김을섭 교장 부임
- 2012.08.01 교내외 도색 공사 및 환경 정비
- 2012.09.15 햇살나눔터(창의인성실) 개관
- 2012.11.28 디지털 교과서 연구학교 종결 보고회 실시
- 2012.12.28 학업성취 목표관리 우수학교 지정
- 2013.03.01 초등 30학급(병설유치원 3학급) 편성
- 2013.12.28 창의인성우수학교, 언어순화운영 우수학교 지정
- 2014.03.01 초등 29학급(특수학급 신설), 유치원 3학급 편성
- 2014.05.01 두드림 학교 운영
- 2015.02.06 제14회 유치원 졸업식
- 2015.02.13 제14회 졸업식(93명)
- 2015.02.13 2층 돌봄교실 싱크대, 학습장 구축(남44명, 여37명, 계81명)
- 2015.02.27 29개 교실 롤스크린 교체
- 2015.03.01 제5대 정현숙 교장 취임
- 2015.03.01 초등 30학급 편성 (특수학급 1학급)

## 참고 자료
- 인천가현초등학교 - 한국교육학술정보원 학교알리미